# Steeneichthys nativitatus
 Steeneichthys nativitatus és una espècie de peix de la família Plesiopidae i de l'ordre dels cipriniformes que es troba a l'Illa Christmas.